# Fileléftheros
Fileléftheros (en griego: Ό Φιλελεύθερος, el Liberal) es el primer diario de Chipre con una tirada diaria de 26000 copias. Se fundó en 1951, por lo que es el diario más antiguo en griego de la isla. 